# Philosophie contemporaine
 (juin 2020).
La philosophie contemporaine est une expression utilisée pour désigner les différents courants philosophiques nés de la modernité. 
La philosophie contemporaine a germé au XIXe siècle des semences d'Emmanuel Kant. Celui-ci avait élaboré une théorie de la connaissance basée sur les catégories de l'entendement et en particulier sur les jugements synthétiques a priori. 
La découverte de géométries non euclidiennes au cours du XIXe siècle (Lobatchevski, Bolyai, Riemann) ébranle ces fondements déjà remis en cause par Bolzano. Le coup de grâce à la géométrie euclidienne sera porté au début du XXe siècle par Albert Einstein, qui montre que la géométrie décrivant notre monde n'est pas euclidienne. 
Cela entraîne une crise du fondement des mathématiques les axiomes ne peuvent pas être fondés sur l'intuition, sur les « semences de vérité » (certitudes innées) chères à Descartes et à Kant. Les positivistes logiques affirmeront que toutes les vérités ne peuvent provenir que de l'expérience, les « évidences a priori » ne disant rien, et n'étant que des tautologies.  
Cette crise se noue à Vienne autour de Brentano, professeur qui enseigne à Frege et Husserl. De ces deux derniers auteurs naîtront deux branches de la philosophie contemporaine : la philosophie analytique (initiée par Frege) et la phénoménologie (inventée par Husserl).

## Deux courants majeurs
Il est possible de comprendre la philosophie contemporaine comme l'ensemble de deux courants majeurs, la philosophie analytique et la phénoménologie[réf. nécessaire]. Cependant il convient de faire remarquer que réduire la philosophie contemporaine à ce dualisme de mouvements de pensée ne permet pas de rendre compte de la philosophie d'Hannah Arendt ou de John Rawls par exemple.  

### Philosophie analytique
Plutôt anglo-saxonne, elle se propose de clarifier le langage par l'analyse logique et de décomposer les notions utilisées. Elle évolue vers la théorie de la connaissance (d'inspiration positiviste) avec Carnap et Popper, et vers la philosophie du langage avec le second Wittgenstein et des philosophes comme Searle.

### Philosophie continentale

#### Phénoménologie
Elle essaie de répondre à la crise des mathématiques par un « retour aux choses mêmes » (selon le mot de Husserl), c'est-à-dire aux phénomènes ou vécus de conscience. Il s'agit de mettre le monde « entre parenthèses » (ne pas se prononcer sur lui, sur son existence, suspendre toutes nos croyances) pour se concentrer sur l'apparaître, sur ce qui se présente à la conscience. Ce n'est pas un point de vue purement naïf : il faut au contraire dépouiller les phénomènes de leurs croyances naïves. Il y aura au cours du XXe siècle toutes sortes de phénoménologies : religieuse, existentielle (Heidegger, Sartre), de la perception (Merleau-Ponty), etc.

## Courant mineur: la pratique philosophique
La pratique de la philosophie sous la forme d'activités quasi-psychothérapeutiques et non universitaires se retrouve chez des auteurs tels qu'Oscar Brenifier, Michel Tozzi et Michel Weber (voir par exemple son Épreuve de la philosophie, 2008).